# Democracia Participativa
Democracia Participativa, abreujat PARTICIPA, fou un partit polític espanyol creat el 2011 per promoure la promoció i defensa de la participació ciutadana en les institucions democràtiques, impulsat per Celia Lorenzo, activista del 15-M, José Luis Murillo, advocat de la Plataforma d'Afectats per la Hipoteca; Miguel Prados, president de Democracia Participativa; Pablo Gallego i Fabio Gándara, impulsors de ¡Democracia Real YA!, plataforma convocant de les manifestacions del 15M en 2011.
Al seu debut, a les Eleccions municipals de 2011, PARTICIPA es va presentar com a ferramenta aglutinadora de diferents partits polítics amb més de 60 candidatures en tot l'estat espanyol, repartits en diversos municipis: Màlaga, Granada, Port de Santa Maria, Fuengirola, Huetor Vega, Xàtiva i Badalona, amb un total de 2.018 vots. A Catalunya només va presentar-se a Badalona on va obtenir 172 vots i un 0,21%.
Es va presentar a les Eleccions al Parlament Europeu de 2014 en coalició amb Compromís i EQUO entre altres partits, amb el nom Primavera Europea. El seu lloc més alt en la llista electoral és el quint, corresponent al president del partit, Miguel Prados. La coalició Primavera Europea va obtindre més de 300 mil vots (1,92%) i un eurodiputat, Jordi Sebastià. Va obtenir tres regidors a les eleccions municipals de 2015 a Sevilla,
El partit es va dissoldre en 2019.